# Ottmarsheim
Ottmarsheim è un comune francese di 1 947 abitanti situato nel dipartimento dell'Alto Reno nella regione del Grand Est.
L'attrattiva principale di Ottmarsheim è la chiesa abbaziale del secolo XI, fatta erigere da Rudolf von Altenburg (un predecessore degli Asburgo) secondo il modello della Cappella Palatina del Duomo di Aquisgrana. Al pari di quest'ultima, la chiesa di Ottmarsheim è tuttavia decisamente più sobria, pur replicandone la foggia ottagonale con deambulatorio.

## Società

### Evoluzione demografica
Abitanti censiti

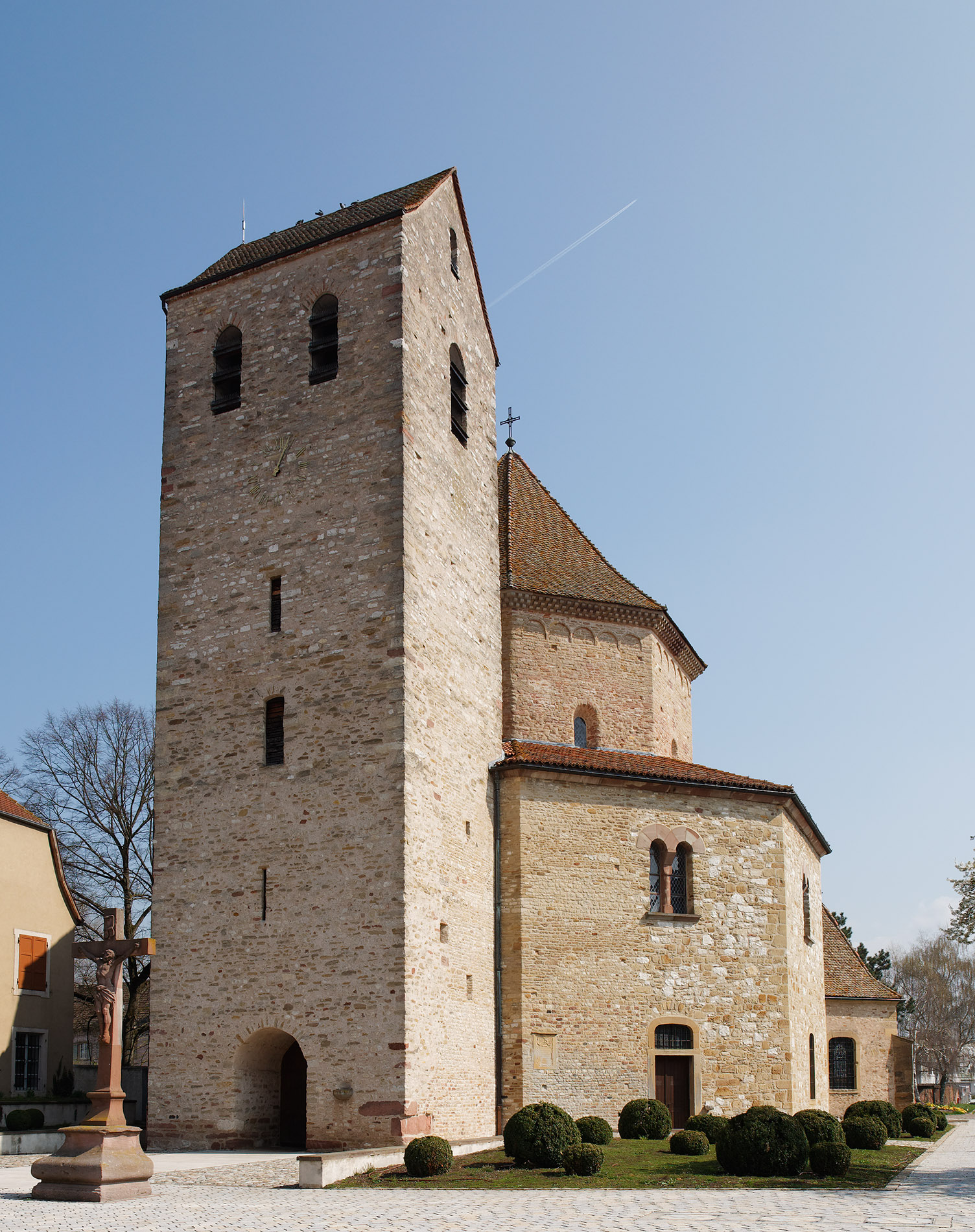
La facciata
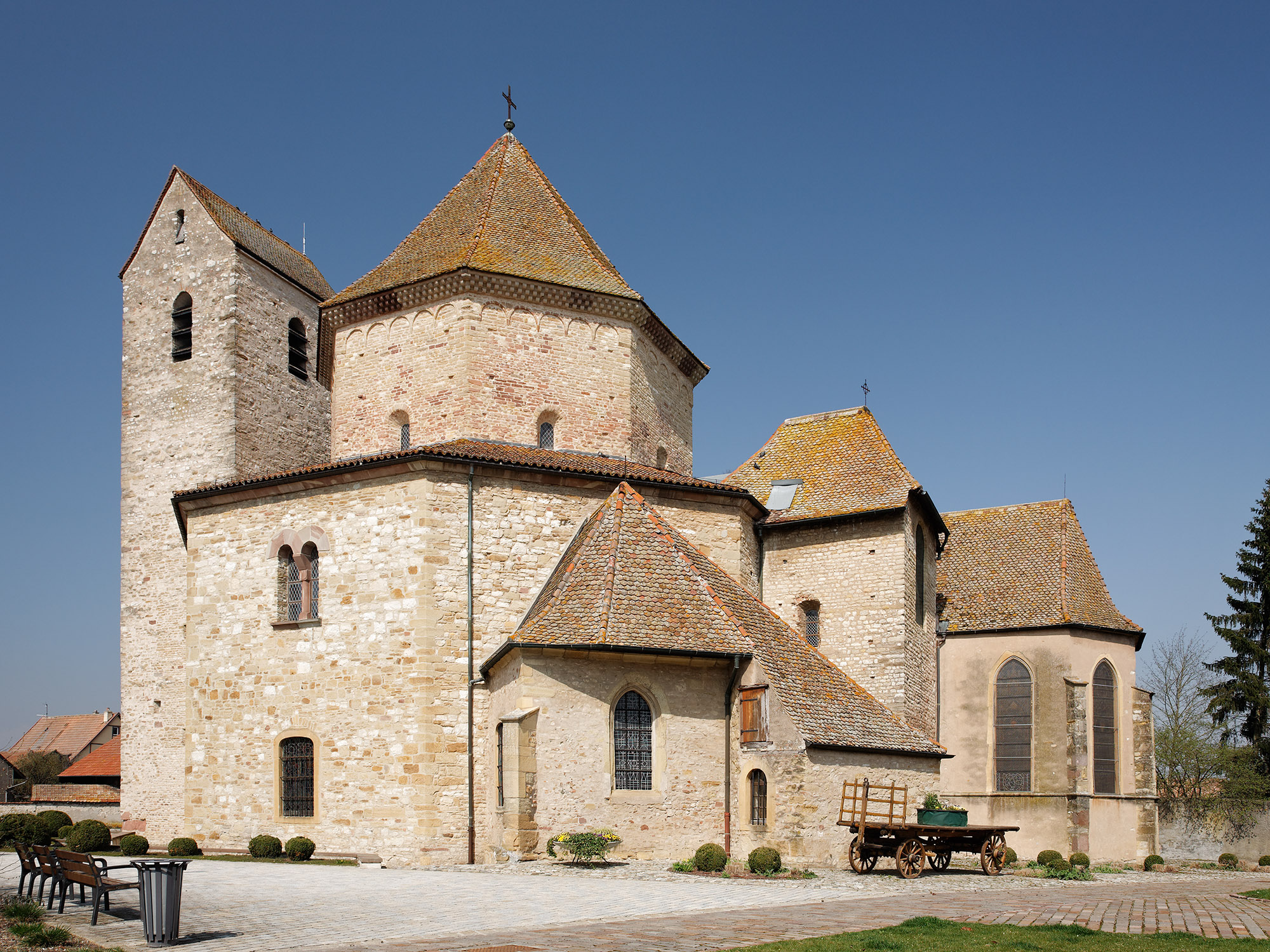
Il complesso